# EsseGesse
EsseGesse су трочлани италијански тим сценариста и цртача стрипа, творци Капетана Микија, Блека Стене и Команданта Марка.

## Каријера
Назив "EsseGesse" настао је од италијанског изговора првих слова имена тројца: Пјетро Сарторис (Торино, 15. август 1926. - 27. јул 1989), Дарио Гуцон (4. јануар 1926. - 3. мај 2000) и Ђовани Синћето (5. април 1922. - 19. јануар 1991). Стрипови тројца EsseGesse преведени су на француски, српскохрватски, турски, грчки, шведски, дански и норвешки језик. Неки од најпознатијих стрипова "EsseGesse" су: Капетан Мики (1951), Велики Блек (1954), Командант Марк (1966), Kinowa (1950) и Тајанствени Алан (1965).

## Стрипови Essegesse

### Kinowa
Први серијал под називом Kinowa трио је почео да црта 1950, године. Сценариста овог серијала био је Андреа Лавецоло, касније сценариста Малог ренџера. Трио убрзо напушта рад на овом серијалу, а мења их Пјетро Гамба, који црта овај стрип до краја објављивања 1953. године.

### Капетан Мики
Трио почиње рад на Капетану Микију 1.7.1951. године. У бившој Југославији прва епизода Капетана Микија појављује се на киосцима 1979. године едицији Златна серија у #462.

### Велики Блек
Пре серијала о Великом Блеку Трио је избацио једну епозиоду страпа о Родију 1953. године. Први каиши Великог Блека појављују се 3.10.1954. за издавачку кућу Дардо. Радња стрипа је смештена у период уочи избијања америчког рата за независност 1776. године. Првих неколико епизода имају истоветан сценарио као и првих неколико епизода Капетана Микија. У Италији је Велики Блек педесетих и у првој половини шездесетих година, достигао врхунац продаје са 400.000 примерака недељно. Прва епизода Великог Блека изашла је у Бившој Југославији у Лунов магнус стрипу крајем 1974. године у ЛМС-128.

### Тајанствени Алан
Прва епизода Тајанственог Алана појавила се 23.4.1956. У Југославији је по правилу излазила у свескама Команданта Марка, као други стрип.

### Командант Марк
Прва епизода Команданта Марка изашла је у септембру 1966. И овај стрип смештен је у период уочи избијања америчког рата за независност 1776. године. Златна серија је почела да објављује епизоде Команаданта Марка 1971. године. Прва свеска била је у #85. Изашло је укупно 281 епизода. Након смрти Сарториса и Синкетовог повлачења, Гуцон наставља да ради на серијалу заједно са Лином Буфоленте (која је претходно била позната по ради на серијалу Мали ренџер.)